# Черужићи
Черужићи су насељено мјесто у општини Трново, Федерација БиХ, Босна и Херцеговина.

## Становништво
|         | 2013.      | 1991.      | 1981.      | 1971.        |
| Укупно  | 0 (0,000%) | 0 (0,000%) | 0 (0,000%) | 22 (100,0%)  |
| Бошњаци | –          | –          | –          | 14 (63,64%)1 |
| Срби    | –          | –          | –          | 8 (36,36%)   |

1. 1 На пописима од 1971. до 1991. Бошњаци су пописивани углавном као Муслимани.